# Хермансон, Мари
Мари Хермансон (швед. Marie Hermanson; род. 1956 год, Сэведалене, Швеция) — шведская писательница

## Биография
Родилась и выросла на западном побережье Швеции — в городе Сэведалене, неподалёку от Гётеборга. Училась в школе журналистики, затем изучала литературу и социологию в Гётеборгском университете. По окончании учёбы работала в газетах, готовила различные материалы для радио и телевидения. Во время обучения Мари работала добровольцем в психиатрической клинике.
В 1986 году Мари дебютировала со сборником новелл «Дыра в мироздании», которые критики охарактеризовали как «сказки для взрослых». В её произведениях прослеживается связь с творчеством Эдгара По и готическим романом, но, с другой стороны, там присутствуют черты фэнтези и научной фантастики. Для романов Хермансон характерно взаимопроникновение реальности, мифа и сказки.
Сейчас Мария Хермансон живёт в Гётеборге с мужем и двумя детьми.

## Список произведений[1][2]
Романы
- швед. Snövit (1990)
- швед. Tvillingsystrarna (1990)
- швед. Värddjuret (1995)
- Тайны Ракушечного пляжа (швед. Musselstranden) (1998)
- С чистого листа (швед. Ett oskrivet blad) (2001)
- Двойная жизнь (швед. Hembiträdet ) (2004)
- Человек под лестницей (швед. Mannen under trappan) (2005)
- швед. Svampkungens son (2007)
- швед. Himmelsdalen (2011)
- швед. Skymningslandet (2014)
- швед. Den stora utställningen (2018)

Повести и рассказы
- Электронные лошади (швед. Den elektroniska hästen) (1986)
- Существует дыра в реальности (швед. Det finns ett hål i verkligheten) (1986)
- Медовый месяц (швед. Honungsmåne) (1986)
- Сто тысяч плюшевых медведей и ангел куранты (швед. Hundra nallar och tusen änglaspel) (1986)
- Маленький брат Конрад (швед. Lillebror Konrad) (1986)
- Мол короля (швед. Mullvadskungen) (1986)
- Посещение музея (швед. Museibesöket) (1986)
- Дань наяды (швед. Najadernas skatt) (1986)
- Мастер дочь (швед. Trollkarlens dotter) (1986)

Сборники
- Дыра в мироздании (швед. Det finns ett hål i verkligheten) (1986)